# Wogba
Wogba est un village de quelque 9 000 habitants, situé dans le sud du Togo à 5 km de Vogan, le chef-lieu de la préfecture de Vo et à 8 km de Togoville.
Wogba est un village essentiellement agricole. Il est surtout connu pour sa ferme d'élevage moderne CREATO (Centre de Recherche et d'Exploitation Avicole du Togo), produisant des volailles.
Chaque année le village s'unit autour de sa traditionnelle fête (Elizan), la semaine du 15 août. Il s'agit d'un moment de retrouvailles de tous les enfants de Wogba, c'est-à-dire des habitants et de la diaspora.Le village dispose des jeunes vaillants et solidaires qui luttent pour le développement du village encouragé par les deux chefs.Le village dispose aussi  d'une équipe de football ...